# 麥克多諾縣 (伊利諾伊州)
麥克多諾縣（英語：McDonough County）是美國伊利諾伊州西部的一個縣。面積1,528平方公里。根据美國2000年人口普查，共有人口32,913人。縣治馬科姆（Macomb）。
成立於1826年1月25日，縣政府成立於18370年。縣名紀念在1812年戰爭中普拉茨堡之役司令官湯瑪斯·麥克多諾（Thomas MacDonough）。